# L'abbuffata
Pour plus de détails, voir Fiche technique et Distribution.
L'abbuffata est une comédie italienne de Mimmo Calopresti sortie en 2007.

## Synopsis
Trois jeunes hommes de Diamante, une petite ville de la province de Cosenza en Calabre, décident de tourner un court métrage sur leur terre. Deux éléments manquent à l'appel : le réalisateur et l'acteur principal. Pour le premier, ils font inutilement pression sur Neri, un réalisateur en vacances dans ce village depuis quatre ans pour trouver l'inspiration. Pour le rôle de l'acteur, il n'y a pas beaucoup de choix, personne dans le village ne répond aux caractéristiques requises. Ils décident alors d'aller à Rome pour chercher quelqu'un. Après de nombreux refus, une actrice leur propose son petit ami français : il s'agit de Gérard Depardieu. Le soir du tournage, tout est en place : la fête, les acteurs, les réalisateurs (les trois garçons), sauf qu'un événement inattendu ne leur permettra pas de faire le film.

## Fiche technique
- Titre italien : L'abbuffata[1]
- Réalisation : Mimmo Calopresti
- Scénario : Mahmoud Iden, Monica Zapelli (it), Mimmo Calopresti
- Photographie : Pasquale Mari (it)
- Son direct : Pierre-Yves Lavoué
- Montage : Raimondo Aiello
- Musique : Sergio Cammariere
- Décors : Alessandro Marrazzo
- Effets spéciaux : Bruno Albi Marini
- Costumes : Carolina Olcese
- Sociétés de production : Cooperativa Gagè, Dania Film, Istituto Luce
- Pays de production :  Italie
- Langue originale : italien
- Format : Couleurs
- Durée : 102 minutes
- Genre : Comédie
- Dates de sortie : 
  - Italie : 16 novembre 2007

## Distribution
- Diego Abatantuono : Neri
- Valeria Bruni Tedeschi : Amélie
- Gérard Depardieu : lui-même
- Donatella Finocchiaro : Enza
- Nino Frassica : Le Professeur
- Paolo Briguglia : Gabriele
- Elena Bouryka : Elena
- Lele Nucera : Nicola
- Lorenzo Di Ciaccia : Marco
- Mimmo Calopresti : Francesco
- Giuseppe Vitantonio : Liuzzi Directeur
- Nathalie Rapti Gomez : Dana
- Silvana De Santis :
- Max Mazzotta :
- Enzo Russo :